# Кери Лоуел
Кери Лоуел (енгл. Carey Lowell; Хантингтон, 11. фебруар 1961) је америчка телевизијска и филмска глумица.
Кери Лоуел је најпознатији по улози Џејми Рос у серији Ред и закон и Пам Боувије у филму Дозвола за убиство.